# Úszás az 1992. évi nyári olimpiai játékokon
Az 1992. évi nyári olimpiai játékok úszóversenyein harmincegy versenyszámban avattak olimpiai bajnokot. A program az előző olimpia úszóversenyeihez képest nem változott.

## Eseménynaptár
| S | Előfutamok | D | Döntők |

| július           | 26 | 26 | 27 | 27 | 28 | 28 | 29 | 29 | 30 | 30 | 31 | 31 |
| ---------------- | -- | -- | -- | -- | -- | -- | -- | -- | -- | -- | -- | -- |
| 050 m gyors      |    |    |    |    |    |    |    |    | S  | D  |    |    |
| 0100 m gyors     |    |    |    |    | S  | D  |    |    |    |    |    |    |
| 0200 m gyors     | S  | D  |    |    |    |    |    |    |    |    |    |    |
| 0400 m gyors     |    |    |    |    |    |    | S  | D  |    |    |    |    |
| 1500 m gyors     |    |    |    |    |    |    |    |    | S  | S  | D  | D  |
| 0100 m hát       |    |    |    |    |    |    |    |    | S  | D  |    |    |
| 0200 m hát       |    |    |    |    | S  | D  |    |    |    |    |    |    |
| 0100 m mell      | S  | D  |    |    |    |    |    |    |    |    |    |    |
| 0200 m mell      |    |    |    |    |    |    | S  | D  |    |    |    |    |
| 0100 m pillangó  |    |    | S  | D  |    |    |    |    |    |    |    |    |
| 0200 m pillangó  |    |    |    |    |    |    |    |    | S  | D  |    |    |
| 0200 m vegyes    |    |    |    |    |    |    |    |    |    |    | S  | D  |
| 0400 m vegyes    |    |    | S  | D  |    |    |    |    |    |    |    |    |
| 4 × 100 m gyors  |    |    |    |    |    |    | S  | D  |    |    |    |    |
| 4 × 200 m gyors  |    |    | S  | D  |    |    |    |    |    |    |    |    |
| 4 × 100 m vegyes |    |    |    |    |    |    |    |    |    |    | S  | D  |

| július           | 26 | 26 | 27 | 27 | 28 | 28 | 29 | 29 | 30 | 30 | 31 | 31 |
| ---------------- | -- | -- | -- | -- | -- | -- | -- | -- | -- | -- | -- | -- |
| 050 m gyors      |    |    |    |    |    |    |    |    |    |    | S  | D  |
| 0100 m gyors     | S  | D  |    |    |    |    |    |    |    |    |    |    |
| 0200 m gyors     |    |    | S  | D  |    |    |    |    |    |    |    |    |
| 0400 m gyors     |    |    |    |    | S  | D  |    |    |    |    |    |    |
| 0800 m gyors     |    |    |    |    |    |    |    |    | S  | D  |    |    |
| 0100 m hát       |    |    |    |    | S  | D  |    |    |    |    |    |    |
| 0200 m hát       |    |    |    |    |    |    |    |    |    |    | S  | D  |
| 0100 m mell      |    |    |    |    |    |    | S  | D  |    |    |    |    |
| 0200 m mell      |    |    | S  | D  |    |    |    |    |    |    |    |    |
| 0100 m pillangó  |    |    |    |    |    |    | S  | D  |    |    |    |    |
| 0200 m pillangó  |    |    |    |    |    |    |    |    |    |    | S  | D  |
| 0200 m vegyes    |    |    |    |    |    |    |    |    | S  | D  |    |    |
| 0400 m vegyes    | S  | D  |    |    |    |    |    |    |    |    |    |    |
| 4 × 100 m gyors  |    |    |    |    | S  | D  |    |    |    |    |    |    |
| 4 × 100 m vegyes |    |    |    |    |    |    |    |    | S  | D  |    |    |

## Összesített éremtáblázat
(A táblázatokban Magyarország és a rendező ország sportolói eltérő háttérszínnel, az egyes számoszlopok legmagasabb értéke vagy értékei vastagítással kiemelve.)
| Az 1992. évi nyári olimpiai játékok éremtáblázata úszásban | Az 1992. évi nyári olimpiai játékok éremtáblázata úszásban | Az 1992. évi nyári olimpiai játékok éremtáblázata úszásban | Az 1992. évi nyári olimpiai játékok éremtáblázata úszásban | Az 1992. évi nyári olimpiai játékok éremtáblázata úszásban | Olimpia  |
| ---------------------------------------------------------- | ---------------------------------------------------------- | ---------------------------------------------------------- | ---------------------------------------------------------- | ---------------------------------------------------------- | -------- |
|                                                            | Ország                                                     | Arany                                                      | Ezüst                                                      | Bronz                                                      | Összesen |
| 1.                                                         | Egyesült Államok (USA)                                     | 11                                                         | 9                                                          | 7                                                          | 27       |
| 2.                                                         | Egyesített Csapat (EUN)                                    | 6                                                          | 3                                                          | 1                                                          | 10       |
| 3.                                                         | Magyarország (HUN)                                         | 5                                                          | 3                                                          | 1                                                          | 9        |
| 4.                                                         | Kína (CHN)                                                 | 4                                                          | 5                                                          | 0                                                          | 9        |
| 5.                                                         | Németország (GER)                                          | 1                                                          | 3                                                          | 7                                                          | 11       |
| 6.                                                         | Ausztrália (AUS)                                           | 1                                                          | 3                                                          | 5                                                          | 9        |
| 7.                                                         | Kanada (CAN)                                               | 1                                                          | 0                                                          | 1                                                          | 2        |
| 8.                                                         | Japán (JPN)                                                | 1                                                          | 0                                                          | 0                                                          | 1        |
| 8.                                                         | Spanyolország (ESP)                                        | 1                                                          | 0                                                          | 0                                                          | 1        |
|                                                            |                                                            |                                                            |                                                            |                                                            |          |
| 10.                                                        | Svédország (SWE)                                           | 0                                                          | 2                                                          | 1                                                          | 3        |
| 11.                                                        | Brazília (BRA)                                             | 0                                                          | 1                                                          | 0                                                          | 1        |
| 11.                                                        | Lengyelország (POL)                                        | 0                                                          | 1                                                          | 0                                                          | 1        |
| 11.                                                        | Új-Zéland (NZL)                                            | 0                                                          | 1                                                          | 0                                                          | 1        |
|                                                            |                                                            |                                                            |                                                            |                                                            |          |
| 14.                                                        | Franciaország (FRA)                                        | 0                                                          | 0                                                          | 3                                                          | 3        |
| 15.                                                        | Olaszország (ITA)                                          | 0                                                          | 0                                                          | 2                                                          | 2        |
| 16.                                                        | Finnország (FIN)                                           | 0                                                          | 0                                                          | 1                                                          | 1        |
| 16.                                                        | Nagy-Britannia (GBR)                                       | 0                                                          | 0                                                          | 1                                                          | 1        |
| 16.                                                        | Suriname (SUR)                                             | 0                                                          | 0                                                          | 1                                                          | 1        |
|                                                            |                                                            |                                                            |                                                            |                                                            |          |
| Összesen                                                   | Összesen                                                   | 31                                                         | 31                                                         | 31                                                         | 93       |

## Férfi
Férfi úszásban tizenhat – tizenhárom egyéni és három váltó – versenyszámot írtak ki.

### Éremtáblázat
| Az 1992. évi nyári olimpiai játékok éremtáblázata férfi úszásban | Az 1992. évi nyári olimpiai játékok éremtáblázata férfi úszásban | Az 1992. évi nyári olimpiai játékok éremtáblázata férfi úszásban | Az 1992. évi nyári olimpiai játékok éremtáblázata férfi úszásban | Az 1992. évi nyári olimpiai játékok éremtáblázata férfi úszásban | Olimpia  |
| ---------------------------------------------------------------- | ---------------------------------------------------------------- | ---------------------------------------------------------------- | ---------------------------------------------------------------- | ---------------------------------------------------------------- | -------- |
|                                                                  | Ország                                                           | Arany                                                            | Ezüst                                                            | Bronz                                                            | Összesen |
| 1.                                                               | Egyesült Államok (USA)                                           | 6                                                                | 4                                                                | 3                                                                | 13       |
| 2.                                                               | Egyesített Csapat (EUN)                                          | 5                                                                | 3                                                                | 0                                                                | 8        |
| 3.                                                               | Magyarország (HUN)                                               | 2                                                                | 2                                                                | 1                                                                | 5        |
| 4.                                                               | Ausztrália (AUS)                                                 | 1                                                                | 2                                                                | 1                                                                | 4        |
| 5.                                                               | Kanada (CAN)                                                     | 1                                                                | 0                                                                | 1                                                                | 2        |
| 6.                                                               | Spanyolország (ESP)                                              | 1                                                                | 0                                                                | 0                                                                | 1        |
|                                                                  |                                                                  |                                                                  |                                                                  |                                                                  |          |
| 7.                                                               | Svédország (SWE)                                                 | 0                                                                | 2                                                                | 1                                                                | 3        |
| 8.                                                               | Brazília (BRA)                                                   | 0                                                                | 1                                                                | 0                                                                | 1        |
| 8.                                                               | Lengyelország (POL)                                              | 0                                                                | 1                                                                | 0                                                                | 1        |
| 8.                                                               | Új-Zéland (NZL)                                                  | 0                                                                | 1                                                                | 0                                                                | 1        |
|                                                                  |                                                                  |                                                                  |                                                                  |                                                                  |          |
| 11.                                                              | Franciaország (FRA)                                              | 0                                                                | 0                                                                | 2                                                                | 2        |
| 11.                                                              | Németország (GER)                                                | 0                                                                | 0                                                                | 2                                                                | 2        |
| 11.                                                              | Olaszország (ITA)                                                | 0                                                                | 0                                                                | 2                                                                | 2        |
| 14.                                                              | Finnország (FIN)                                                 | 0                                                                | 0                                                                | 1                                                                | 1        |
| 14.                                                              | Nagy-Britannia (GBR)                                             | 0                                                                | 0                                                                | 1                                                                | 1        |
| 14.                                                              | Suriname (SUR)                                                   | 0                                                                | 0                                                                | 1                                                                | 1        |
|                                                                  |                                                                  |                                                                  |                                                                  |                                                                  |          |
| Összesen                                                         | Összesen                                                         | 16                                                               | 16                                                               | 16                                                               | 48       |

### Érmesek
- WR – világrekord
- OR – olimpiai rekord

| Az 1992. évi nyári olimpiai játékok érmesei férfi úszásban | |             | |          | |          |
| Versenyszám                                                | Arany | Arany       | Ezüst | Ezüst    | Bronz | Bronz    |
| 50 m gyors                                                 | Alekszandr Popov · Egyesített Csapat (EUN) | 21,91 OR    | Matt Biondi · Egyesült Államok (USA) | 22,09    | Tom Jager · Egyesült Államok (USA)                                                                                     | 22,30    |
| 100 m gyors                                                | Alekszandr Popov · Egyesített Csapat (EUN) | 49,02       | Gustavo Borges · Brazília (BRA) | 49,43    | Stéphan Caron · Franciaország (FRA)                                                                                    | 49,50    |
| 200 m gyors                                                | Jevgenyij Szadovij · Egyesített Csapat (EUN) | 1:46,70 OR  | Anders Holmertz · Svédország (SWE) | 1:46,86  | Antti Kasvio · Finnország (FIN)                                                                                        | 1:47,63  |
| 400 m gyors                                                | Jevgenyij Szadovij · Egyesített Csapat (EUN) | 3:45,00 WR  | Kieren Perkins · Ausztrália (AUS) | 3:45,16  | Anders Holmertz · Svédország (SWE)                                                                                     | 3:46,77  |
| 1500 m gyors                                               | Kieren Perkins · Ausztrália (AUS) | 14:43,48 WR | Glen Housman · Ausztrália (AUS) | 14:55,29 | Jörg Hoffmann · Németország (GER)                                                                                      | 15:02,29 |
| 100 m hát                                                  | Mark Tewksbury · Kanada (CAN) | 53,98 OR    | Jeff Rouse · Egyesült Államok (USA) | 54,04    | David Berkoff · Egyesült Államok (USA)                                                                                 | 54,78    |
| 200 m hát                                                  | Martin López-Zubero · Spanyolország (ESP) | 1:58,47 OR  | Vlagyimir Szelkov · Egyesített Csapat (EUN) | 1:58,87  | Stefano Battistelli · Olaszország (ITA)                                                                                | 1:59,40  |
| 100 m mell                                                 | Nelson Diebel · Egyesült Államok (USA) | 1:01,50 OR  | Rózsa Norbert · Magyarország (HUN) | 1:01,68  | Phil Rogers · Ausztrália (AUS)                                                                                         | 1:01,76  |
| 200 m mell                                                 | Mike Barrowman · Egyesült Államok (USA) | 2:10,16 WR  | Rózsa Norbert · Magyarország (HUN) | 2:11,23  | Nick Gillingham · Nagy-Britannia (GBR)                                                                                 | 2:11,29  |
| 100 m pillangó                                             | Pablo Morales · Egyesült Államok (USA) | 53,32       | Rafał Szukała · Lengyelország (POL) | 53,35    | Anthony Nesty · Suriname (SUR)                                                                                         | 53,41    |
| 200 m pillangó                                             | Melvin Stewart · Egyesült Államok (USA) | 1:56,26 OR  | Danyon Loader · Új-Zéland (NZL) | 1:57,93  | Franck Esposito · Franciaország (FRA)                                                                                  | 1:58,51  |
| 200 m vegyes                                               | Darnyi Tamás · Magyarország (HUN) | 2:00,76     | Greg Burgess · Egyesült Államok (USA) | 2:00,97  | Czene Attila · Magyarország (HUN)                                                                                      | 2:01,00  |
| 400 m vegyes                                               | Darnyi Tamás · Magyarország (HUN) | 4:14,23 OR  | Eric Namesnik · Egyesült Államok (USA) | 4:15,57  | Luca Sacchi · Olaszország (ITA)                                                                                        | 4:16,34  |
| 4 × 100 m gyors                                            | Egyesült Államok (USA) · Joe Hudepohl · Matt Biondi · Tom Jager · Jon Olsen · Shaun Jordan* · Joel Thomas*                                        | 3:16,74     | Egyesített Csapat (EUN) · Pavlo Hnikin · Gennagyij Prigoda · Iurie Başcatov · Alekszandr Popov · Vlagyimir Pisnyenko* · Venyiamin Tajanovics*                   | 3:17,56  | Németország (GER) · Dirk Richter · Christian Tröger · Steffen Zesner · Mark Pinger · Andreas Szigat* · Bengt Zikarsky* | 3:17,90  |
| 4 × 200 m gyors                                            | Egyesített Csapat (EUN) · Dmitrij Lepikov · Vlagyimir Pisnyenko · Venyiamin Tajanovics · Jevgenyij Szadovij · Alekszej Kudrjavcev* · Jurij Muhin* | 7:11,95 WR  | Svédország (SWE) · Christer Wallin · Anders Holmertz · Tommy Werner · Lars Frölander                                                                            | 7:15,51  | Egyesült Államok (USA) · Joe Hudepohl · Melvin Stewart · Jon Olsen · Doug Gjertsen · Scott Jaffe* · Dan Jorgensen*     | 7:16,23  |
| 4 × 100 m vegyes                                           | Egyesült Államok (USA) · Jeff Rouse · Nelson Diebel · Pablo Morales · Jon Olsen · David Berkoff* · Hans Dersch* · Melvin Stewart* · Matt Biondi*  | 3:36,93 =WR | Egyesített Csapat (EUN) · Vlagyimir Szelkov · Vaszilij Ivanov · Pavlo Hnikin · Alekszandr Popov · Vlagyiszlav Kulikov* · Dmitrij Volkov* · Vlagyimir Pisnyenko* | 3:38,56  | Kanada (CAN) · Mark Tewksbury · Jonathan Cleveland · Marcel Gery · Stephen Clarke · Tom Ponting*                       | 3:39,66  |

* - a versenyző az előfutamban vett részt, és kapott is érmet

## Női
Női úszásban tizenöt – tizenhárom egyééni és két váltó – versenyszámot írtak ki.

### Éremtáblázat
| Az 1992. évi nyári olimpiai játékok éremtáblázata női úszásban | Az 1992. évi nyári olimpiai játékok éremtáblázata női úszásban | Az 1992. évi nyári olimpiai játékok éremtáblázata női úszásban | Az 1992. évi nyári olimpiai játékok éremtáblázata női úszásban | Az 1992. évi nyári olimpiai játékok éremtáblázata női úszásban | Olimpia  |
| -------------------------------------------------------------- | -------------------------------------------------------------- | -------------------------------------------------------------- | -------------------------------------------------------------- | -------------------------------------------------------------- | -------- |
|                                                                | Ország                                                         | Arany                                                          | Ezüst                                                          | Bronz                                                          | Összesen |
| 1.                                                             | Egyesült Államok (USA)                                         | 5                                                              | 5                                                              | 4                                                              | 14       |
| 2.                                                             | Kína (CHN)                                                     | 4                                                              | 5                                                              | 0                                                              | 9        |
| 3.                                                             | Magyarország (HUN)                                             | 3                                                              | 1                                                              | 0                                                              | 4        |
| 4.                                                             | Németország (GER)                                              | 1                                                              | 3                                                              | 5                                                              | 9        |
| 5.                                                             | Egyesített Csapat (EUN)                                        | 1                                                              | 0                                                              | 1                                                              | 2        |
| 6.                                                             | Japán (JPN)                                                    | 1                                                              | 0                                                              | 0                                                              | 1        |
|                                                                |                                                                |                                                                |                                                                |                                                                |          |
| 7.                                                             | Ausztrália (AUS)                                               | 0                                                              | 1                                                              | 4                                                              | 5        |
|                                                                |                                                                |                                                                |                                                                |                                                                |          |
| 8.                                                             | Franciaország (FRA)                                            | 0                                                              | 0                                                              | 1                                                              | 1        |
|                                                                |                                                                |                                                                |                                                                |                                                                |          |
| Összesen                                                       | Összesen                                                       | 15                                                             | 15                                                             | 15                                                             | 45       |

### Érmesek
| Az 1992. évi nyári olimpiai játékok érmesei női úszásban | |            | |         | |         |
| Versenyszám                                              | Arany | Arany      | Ezüst | Ezüst   | Bronz | Bronz   |
| 50 m gyors                                               | Jang Ven-ji (Yang Wenyi) · Kína (CHN) | 24,79 WR   | Csuang Jung (Zhuang Yong) · Kína (CHN) | 25,08   | Angel Martino · Egyesült Államok (USA)                                                                                                | 25,23   |
| 100 m gyors                                              | Csuang Jung (Zhuang Yong) · Kína (CHN) | 54,64      | Jenny Thompson · Egyesült Államok (USA) | 54,84   | Franziska van Almsick · Németország (GER)                                                                                             | 54,94   |
| 200 m gyors                                              | Nicole Haislett · Egyesült Államok (USA) | 1:57,90    | Franziska van Almsick · Németország (GER) | 1:58,00 | Kerstin Kielgass · Németország (GER)                                                                                                  | 1:59,67 |
| 400 m gyors                                              | Dagmar Hase · Németország (GER) | 4:07,18    | Janet Evans · Egyesült Államok (USA) | 4:07,37 | Hayley Lewis · Ausztrália (AUS) | 4:11,22 |
| 800 m gyors                                              | Janet Evans · Egyesült Államok (USA) | 8:25,52    | Hayley Lewis · Ausztrália (AUS) | 8:30,34 | Jana Henke · Németország (GER) | 8:30,99 |
| 100 m hát                                                | Egerszegi Krisztina · Magyarország (HUN) | 1:00,68 OR | Szabó Tünde · Magyarország (HUN) | 1:01,14 | Lea Loveless · Egyesült Államok (USA)                                                                                                 | 1:01,43 |
| 200 m hát                                                | Egerszegi Krisztina · Magyarország (HUN) | 2:07,06 OR | Dagmar Hase · Németország (GER) | 2:09,46 | Nicole Stevenson · Ausztrália (AUS)                                                                                                   | 2:10,20 |
| 100 m mell                                               | Jelena Rudkovszkaja · Egyesített Csapat (EUN) | 1:08,00    | Anita Nall · Egyesült Államok (USA) | 1:08,17 | Samantha Riley · Ausztrália (AUS) | 1:09,25 |
| 200 m mell                                               | Ivaszaki Kjóko · Japán (JPN) | 2:26,65 OR | Lin Li · Kína (CHN) | 2:26,85 | Anita Nall · Egyesült Államok (USA)                                                                                                   | 2:26,88 |
| 100 m pillangó                                           | Csien Hung (Qian Hong) · Kína (CHN) | 58,62 OR   | Crissy Ahmann-Leighton · Egyesült Államok (USA)                                                                                                  | 58,74   | Catherine Plewinski · Franciaország (FRA)                                                                                             | 59,01   |
| 200 m pillangó                                           | Summer Sanders · Egyesült Államok (USA) | 2:08,67    | Vang Hsziao-hung (Wang Xiaohong) · Kína (CHN) | 2:09,01 | Susie O'Neill · Ausztrália (AUS) | 2:09,03 |
| 200 m vegyes                                             | Lin Li · Kína (CHN) | 2:11,65    | Summer Sanders · Egyesült Államok (USA) | 2:11,91 | Daniela Hunger · Németország (GER) | 2:13,92 |
| 400 m vegyes                                             | Egerszegi Krisztina · Magyarország (HUN) | 4:36,54    | Lin Li · Kína (CHN) | 4:36,73 | Summer Sanders · Egyesült Államok (USA)                                                                                               | 4:37,58 |
| 4 × 100 m gyors                                          | Egyesült Államok (USA) · Nicole Haislett · Angel Martino · Jenny Thompson · Dara Torres · Ashley Tappin* · Crissy Ahmann-Leighton*                                  | 3:39,46 WR | Kína (CHN) · Lö Csing-ji (Le Jingyi) · Lü Pin (Lu Bin) · Csuang Jung (Zhuang Yong) · Jang Ven-ji (Yang Wenyi) · Csao Kun (Zhao Kun)*             | 3:40,12 | Németország (GER) · Franziska van Almsick · Daniela Hunger · Simone Osygus · Manuela Stellmach · Kerstin Kielgass* · Annette Hadding* | 3:41,60 |
| 4 × 100 m vegyes                                         | Egyesült Államok (USA) · Crissy Ahmann-Leighton · Lea Loveless · Anita Nall · Jenny Thompson · Janie Wagstaff* · Megan Kleine* · Summer Sanders* · Nicole Haislett* | 4:02,54 WR | Németország (GER) · Franziska van Almsick · Jana Dörries · Dagmar Hase · Daniela Hunger · Daniela Brendel* · Bettina Ustrowski* · Simone Osygus* | 4:05,19 | Egyesített Csapat (EUN) · Nyina Zsivanyevszkaja · Olha Kiricsenko · Natalja Mescserjakova · Jelena Rudkovszkaja · Jelena Csubina*     | 4:06,44 |

* - a versenyző az előfutamban vett részt